# Natasha Bedingfield
Natasha Anne Bedingfield (Haywards Heath, Sussex Occidental, 26 de noviembre de 1981) es una cantante y compositora británica de pop, la cual tuvo gran reconocimiento internacional en la década de los años 2000 y posteriormente en 2024. La artista fue nominada al premio Grammy.
Ubicada en Book St., Londres, Bedingfield debutó en 1990 como miembro de un grupo cristiano de dance/electrónica, The DNA Algorithm con sus hermanos Daniel Bedingfield y Nikola Bedingfield. A lo largo de 1990 y comienzos de 2000, Bedingfield grabó canciones de rock para la Iglesia Hillsong London (Hillsong London Church), mientras que Daniel tenía éxitos como "Gotta Get Thru This" y "If You're Not the One".
Bedingfield lanzó su primer álbum, Unwritten, en 2004. El álbum contenía canciones uptempo pop y estaba influenciado por la música R&B; tuvo éxito internacional con más de 2.3 millones de copias vendidas en todo el mundo y recibió una nominación a los Premios Grammy por la "Mejor Actuación Femenina de Pop" por la canción "Unwritten". 
El segundo álbum de Bedingfield, N.B. en 2007, fue menos exitoso pero llegó al Top 10 con sus sencillos "I Wanna Have Your Babies" y "Soulmate". N.B no fue lanzado en Norteamérica, pero seis canciones de él se incluyeron con siete nuevas canciones y se lanzaron en 2008 como Pocketful of Sunshine, con sencillos como "Love Like This" y "Pocketful of Sunshine", obteniendo éxito en las listas. En diciembre de 2010, Bedingfield lanzó su tercer álbum en Norteamérica llamado Strip Me.

## Biografía
Natasha Bedingfield nació en Sussex Occidental, Londres, Inglaterra, de padres neozelandeses, llamados Molly y John Bedingfield (trabajadores sociales). Tiene tres hermanastros; un hermano mayor, Daniel, una hermana menor, Nikola, y un hermano menor, Joshua. Natasha se crio en el sureste del distrito de Lewisham, en Londres, mudándose allí cuando aún era muy pequeña. Recibió estudios en su propia casa desde los once hasta los dieciséis años de edad. Siendo aún adolescente, Natasha y sus hermanos, Daniel y Nikola, formaron un grupo de rock cristiano, llamados The DNA Algorithm. Su interés por la música fue inculcado desde siempre por sus padres, y creció tocando el piano y la guitarra.
Natasha estudió durante un año en la Universidad de Greenwich, donde estudió psicología. Comentando algo sobre lo que ella dijo sobre su elección al escoger esta carrera, Natasha dijo: "Estuve interesada en la psicología porque supe que me haría mejor compositora". Después de un año de carrera, Natasha dejó la universidad para concentrarse en su carrera musical, como cantante y compositora. Comenzó a grabar demos en los garajes de amigos que tenían estudios de grabación, que ella enviaría a discográficas inglesas.
En el 2004, Bedingfield escribió y grabó canciones para el disco del Hillsong London Church titulado "Shout God's Fame". Sus grabaciones han aparecido también en el disco de los niños de Hillsong en el disco "Jesus Is My Superhero" (2004).
Natasha Bedingfield es embajadora de Global Angels, una ONG Infantil Internacional fundada por su madre, Molly Bedingfield. En noviembre de 2006 la India durante tres semanas, donde visitó orfanatos y pudo hablar con niños. En su web oficial, se pueden ver videos de este viaje. Además, trabaja para la ONG Stop The Traffik, una coalición global que combate el tráfico de personas.

## Carrera musical
La carrera musical de Natasha Bedingfield comenzó en 2004 con la publicación, vía Sony BMG, de su disco "Unwritten", continuando en el 2007 con su disco "NB", disfrutando de mucho menos éxito del esperado. En 2008 lanza "Pocketful of Sunshine"
En mayo de 2011 Bedingfield apareció y cantó en un vídeo de la banda Simple Plan, llamada Jet Lag
.

### 2004-2006:Unwritten

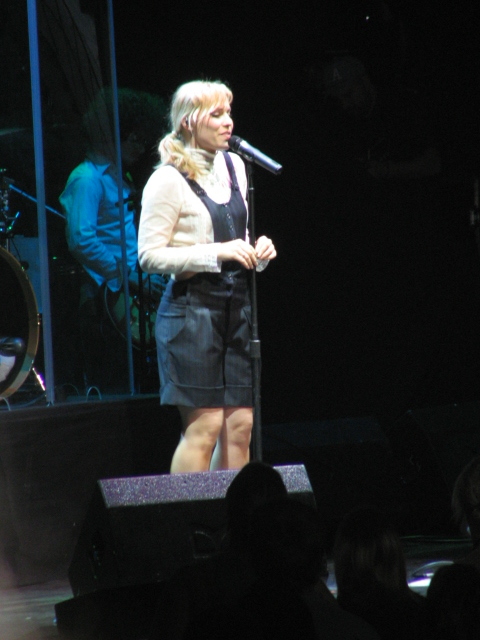
En 2006.

Bedingfield firmó un contrato discográfico con Sony BMG UK en 2003. Su álbum debut, "Unwritten", fue publicado en septiembre de 2004 y llegó al número 1 en el Reino Unido, vendiendo más de 8.200.000 de copias en total. A comienzos del 2005, el disco fue premiado con 3 Discos de Platino. El disco contiene música pop/rock e influencias del R&B.
El primer sencillo debut de Natasha fue el tema "Single", que debutó en el número 3 en las listas de sencillos en el Reino Unido. El segundo sencillo del disco fue el tema "These Words", que fue número 1 en el Reino Unido, además de países como Israel, China, Japón, Irlanda o Filipinas, entre otros. Al alcanzar el número 1, tanto ella como su hermano Daniel entraron en el Libro Guinness ("Guinness Book of Records") como los únicos hermanos británicos en poseer por separado sencillos en las listas de ventas. En los Brit Awards del 2005, la canción fue nominada como "El Mejor Single Británico".  El tercer sencillo fue "Unwritten", tema que debutó en el número 6 en el Reino Unido. En España se ha publicado el sencillo "Unwritten" en el 2007, tres años después de la publicación oficial, ya que la marca Pantene lo utilizó para la publicidad de su nueva etapa. El sencillo llegó al número 1 en las listas españolas, al número 1 en descargas de iTunes y al número 5 en la lista Airplay; además este sencillo fue parte de la banda sonora de "Ice princess". El cuarto y último sencillo publicado fue "I Bruise Easily", tema que no consiguió llegar al Top 10 en el Reino Unido, conformándose con el puesto número 12.
En julio de 2005, "Unwritten" fue publicado en los Estados Unidos y Canadá. En los Estados Unidos, el disco llegó al número 26 en el Billboard 200 Album Chart, y en la edición norteamericana figuraban temas nuevos. El sencillo debut en Estados Unidos fue "These Words", que llegó al número 7; y "Unwritten", el segundo sencillo, llegó al número 5, siendo premiado con un Disco de Platino. La cadena MTV utilizó el sencillo para la serie The Hills. Natasha fue nominada en 2007 a los Grammy como "Mejor Artista de Pop".
Natasha Bedingfield apareció en el videojuego de James Bond "Desde Rusia Con Amor" en noviembre de 2005. En el juego actuaba en el papel de Elizabeth Stark, la hija del Primer ministro raptada en la secuencia inicial. Natasha expresó recientemente su interés en la actuación, pero aclaró que lo que realmente estaba en su mente era el mundo de la música.
En noviembre de 2006, Natasha publicó su primer DVD en directo, "Live In New York City". El DVD contenía su primer concierto en Nueva York, así como videoclips, entrevistas, making-offs y documentales.
En ese mismo mes, Natasha grabó un tema de Diane Warren titulado "Still Here", para la película Rocky Balboa, pero que nunca figuró en la banda sonora del film, aunque sí figura en su nuevo disco NB.

### 2007-08:N.B.yPocketful of Sunshine

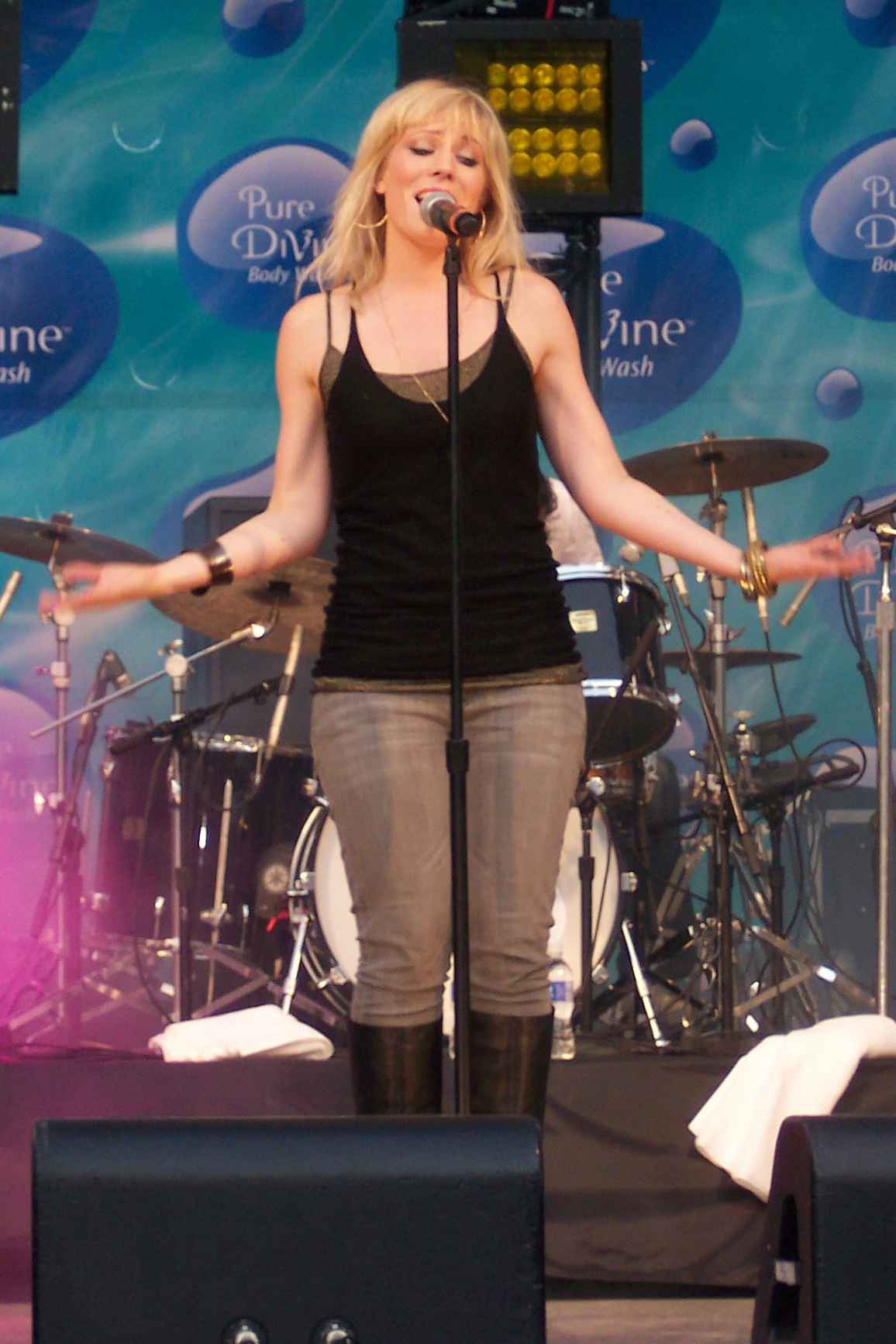
En Toronto en 2007.

El segundo álbum de Bedingfield, N.B., fue lanzado en Europa en abril de 2007. En Norteamérica (los Estados Unidos y Canadá), el álbum fue lanzado bajo el título Pocketful of Sunshine en enero de 2008. El álbum recibió críticas mixtas por los críticos y llegó al número nueve en Reino Unido. "I Wanna Have Your Babies", el primer sencillo del álbum, es sobre encontrar el hombre indicado para ser padre de sus hijos y fue criticada por sus fanes y la crítica. La canción fue moderadamente exitosa, llegando al número siete en Reino Unido, número ocho en Irlanda y en el Top 50 en varios otros mercados. "Soulmate" fue lanzado como el segundo sencillo el 2 de julio de 2007, y también llegó al número siete en Reino Unido. Para promocionar N.B, Bedingfield embarcó en la gira FutureSex/LoveShow en mayo de 2007, apoyando a Justin Timberlake.
La versión norteamericana de su segundo álbum contiene seis canciones de N.B.. El álbum fue lanzado el 22 de enero de 2008, después del sencillo "Love Like This", que fue lanzado en septiembre de 2007 y se enlistó en el número 11 en Billboard Hot 100. La canción fue lanzada como el segundo sencillo en febrero de 2008. Llegó al número 5 en Billboard Hot 100. El 18 de enero de 2008, la gira de Bedingfield en Reino Unido fue cancelada por segunda vez, un mes antes de que se supusiera que debía comenzar, por lo que pudo pasar más tiempo promocionando su álbum en Estados Unidos. En agosto de 2008, Bedingfield y otros cantantes como Beyoncé, Rihanna, Melissa Etheridge, Carrie Underwood, Miley Cyrus, Leona Lewis y Mariah Carey grabaron el sencillo "Just Stand Up", producido por Babyface y L. A. Reid, para apoyar "Stand Up to Cáncer". El 5 de septiembre, los cantantes presentaron la canción en vivo en televisión.

### 2009:Strip MeyStrip Me Away

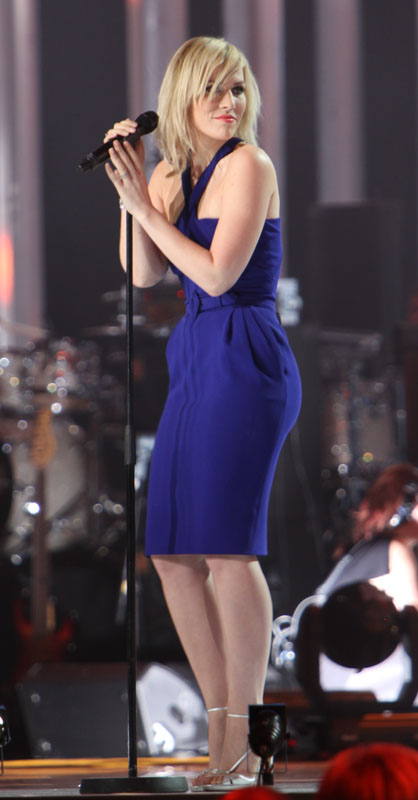
Natasha en 2009.

Bedingfield dijo en su blog que comenzaría a trabajar en su nuevo álbum a comienzos de 2009. Recibió vía libre para escribir su nuevo álbum mientras estaba de vacaciones en Nueva Zelanda; dijo, "Estoy aquí durante unas semanas para escribir un poco. Es un lugar muy inspirador para escribir música. Me encanta venir aquí tan a menudo cuando puedo, por lo general una vez al año para alimentar ideas para mi próximo álbum."
También confirmó que estaba trabajando con Brian Kennedy, que produjo/coescribió el sencillo de Rihanna, "Disturbia" y estaba escribiendo canciones con él durante las giras con un lanzamiento visto para lanzarse a finales de 2009. Bedingfield también dijo que Wyclef Jean, Sam Sparro y Mike Elizondo estarían trabajando en el disco.
Bedingfield confirmó que el álbum estaría listo para otoño de 2010. En una entrevista en IN:DEMAND, Ryan Tedder dijo, "Trataré de traer a Natasha Bedingfield de vuelta a Reino Unido con cosas extravagantes y extrañas." El 18 de marzo, Natasha dijo en su página oficial que estaba en Los Ángeles y estaba terminando los últimos retoques de su álbum.
"Touch", el primer sencillo del álbum, estuvo disponible como descarga digital el 18 de mayo de 2010. Bedingfield presentó la canción en The Ellen Degeneres Show el 24 de mayo de 2010.
"Touch" fue enviado oficialmente a las radios estadounidenses el 29 de junio de 2010. El 15 de julio, Bedingfield anunció por Twitter que el título de su nuevo álbum sería Strip Me. El álbum iba a ser lanzado el 9 de noviembre pero terminó siendo lanzado el 7 de diciembre. El segundo sencillo, también titulado "Strip Me" fue enviado a las radios estadounidenses el 30 de agosto de 2010 y estuvo disponible como descarga digital el 21 de septiembre de 2010.. Fue escrita por Bedingfield, Ryan Tedder, y Wayne Wilkins. Bedingfield apareció en el álbum de la rapera Nicki Minaj, Pink Friday, en "Last Chance" y en el álbum de Rascal Flatts, Nothing Like This en "Easy". El 31 de diciembre de 2010 y 1 de enero de 2011, Natasha apareció en Dick Clark's New Year's Rockin' Eve..
En 2010, Bedingfield unió fuerzas con Avon como juez para Avon Voices, una búsqueda de talentos para mujeres y competición de composición para hombres y mujeres.
El 6 de abril, Natasha visitó Radio Hamburg y confirmó que la canción "Pocketful of Sunshine" (originalmente el segundo sencillo de su álbum estadounidense Pocketful of Sunshine) sería el primer sencillo europeo de Strip Me. La versión europea de Strip Me será llamada Strip Me Away. El sencillo "Pocketful of Sunshine" será lanzado el 13 de mayo en Alemania. El álbum Strip Me Away será lanzado en junio.
Más tarde en 2010 grabó Last Chance de Nicki Minaj.
En noviembre de 2011 fue elegida para protagonizar la campaña navideña de Coca-Cola "Shake Up Christmas", grabando la canción en seis idiomas (español, francés, suajili, filipino, ucraniano e inglés).

### 2012–Presente:''The Next Chapter''y otras colaboraciones

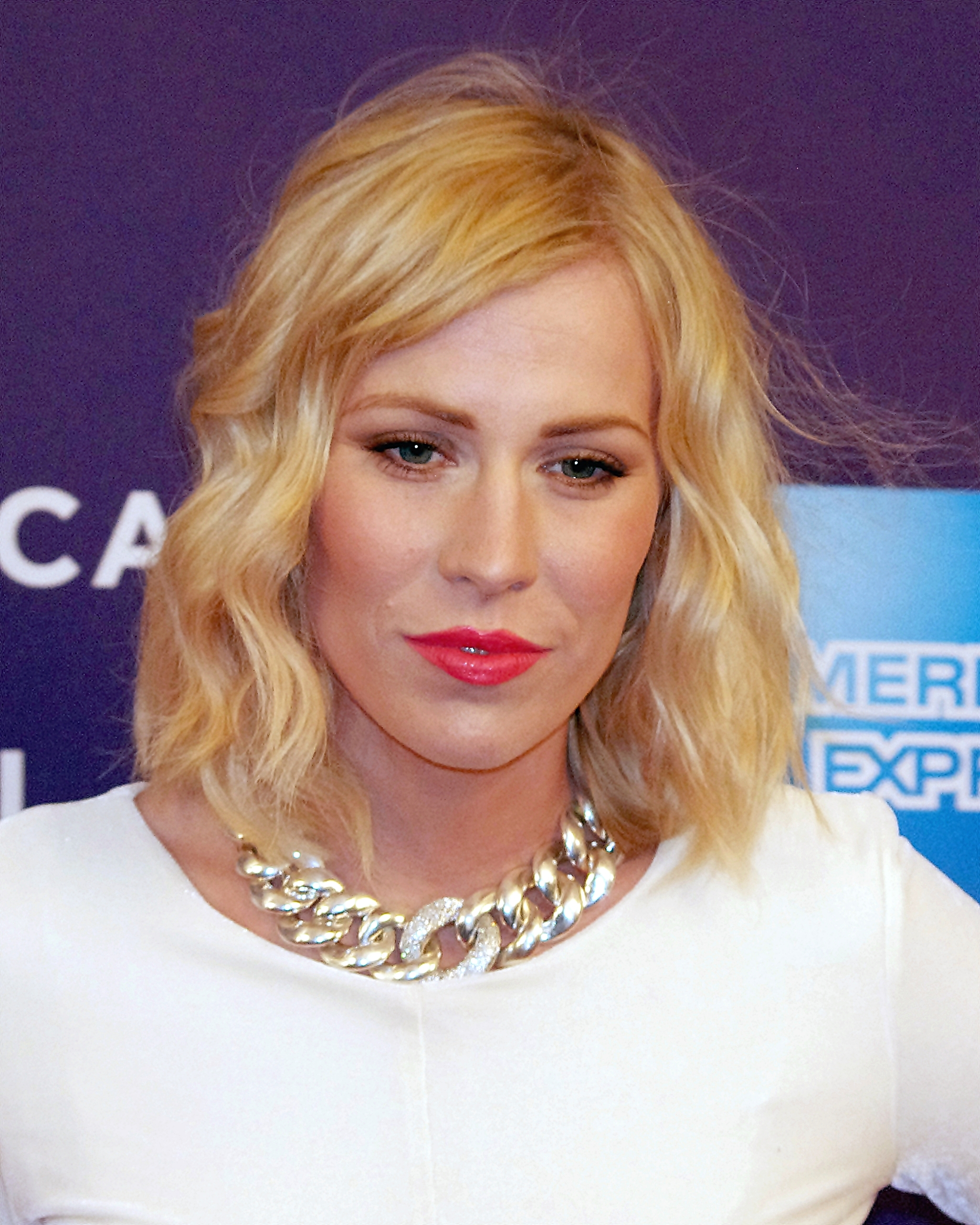
Bedingfield at the 2012 Tribeca Film Festival premiere of The Russian Winter.

En abril de 2012, Bedingfield anunció que se encontraba trabajando en su cuarto álbum de estudio, al cual titulará como The Next Chapter con la intención de lanzarlo esta vez de forma global, y no seccionada como sus anteriores álbumes El álbum contará con la producción de artistas como RedOne, Dr. Luke, Benny Blanco, Paul Williams o Marshall Altman. El 11 de septiembre, Natasha colaboró con Lifehouse en su sencillo "Between the Raindrops". Más tarde, el 13 de mayo de 2013, apareció como jueza invitada en la versión neozelandesa del programa The X Factor junto con su hermano Daniel Bedingfield.
Para finales del mismo año, compuso la canción "Non mi ami", un sencillo de la italiana Giorgia, incluido en su álbum Senza Paura. En 2014, Bedingfield participó en la banda sonora de la película de animación de Disney , The Pirate Fairy, con una canción titulada "Who I Am". Además, la canción Weightless de su último álbum hizo una aparición en la película como parte de la banda sonora, pese a que no fue creada explícitamente para aparecer en el film.
El 13 de enero de 2015, Natasha lanzó un sencillo exclusivo junto con la organización benéfica Philosophy Skin Care, titulado "Hope". Con el lanzamiento de "Hope", la cuenta de Vevo de YouTube de Natasha subió el videoclip la canción, y se informó de que parte de las ganancias obtenidas con el sencillo irían destinados a la asociación.
A finales de 2015, Bedingfield contribuyó con el álbum de Band of Merrymakers, Welcome to Our Christmas Party e hizo un tour por Estados Unidos los últimos meses del año.
A principios de 2016, Natasha Bedingfield compuso la canción "Power Games", una adaptación de "Non mi ami" pero esta vez en inglés. La canción surgió con base en una colaboración entre la artista y la banda Stanfour, el cual el mismo sencillo acabó formando parte del repertorio de la banda germana.
Entrado ya el 2016, Bedingfield colaboró con el artista y productor Basto . El dúo lanzó un sencillo titulado "Unicorn", junto con un videoclip, durante el mes de marzo de 2016.
Para finales de 2016, Natasha hizo un tour por Europa junto con el espectáculo Night of the Proms.
En enero de 2017 se anunció que Bedingfield haría un tour por Estados Unidos junto con el grupo Train durante los meses de junio y julio de ese mismo año. tour.
En mayo de 2017, Natasha anunció una colaboración especial con la marca Nestea con la intención de promocionar mediante un sencillo exclusivo la campaña de verano de la compañía. El vídeoclip de la canción fue subido el mismo día a YouTube en su cuenta personal, y recibió críticas mixtas, causando un revuelo general ya que muchos usuarios consideraron que el videoclip era en sí un product-placement encubierto y que había ascendido en el top de videos más vistos en YouTube gracias a Nestea, cuando realmente el videoclip fue patrocinado por Nestea y estaba claramente remarcada la intención del anunciante desde el primer momento. Esa misma semana, salió a la luz una colaboración exclusiva de la cantante con la productora Art House Miami y se liberó pocos días después un sencillo titulado "Love Looks Like" en todas las plataformas digitales.
En noviembre de 2017, Natasha lanzó el videoclip de su última canción "Hey Boy", perteneciente a álbum de Served Like a Girl (Music from and Inspired by the Documentary Film). En el vídeo, Natasha denuncia el egocentrismo machista de los líderes mundiales y de algunos directores de cine como Harvey Weistein. Además, en el vídeo, Natasha se muestra en un estado avanzado de gestación, revelando que su futuro hijo será de sexo masculino.
Con estos proyectos, Natasha Bedingfield remarcó su intención de volver a la industria musical y se tiene constancia de que las 16 canciones de su nuevo álbum, en desarrollo desde 2012, ya han sido registradas y patentadas en el servicio de registro estadounidense, a la espera de hacer un anuncio global sobre su lanzamiento.

## Vida personal
En 2006, los medios de comunicación informaron incorrectamente que Bedingfield estaba saliendo con Nick Lachey y el cantante de Maroon 5, Adam Levine.
Refiriéndose a los informes de los medios, Bedingfield comentó, "Adam es encantador, pero no salí con él ni con Nick. Tan pronto hablas con un chico famoso, inmediatamente estás vinculado a él."
Bedingfield está casada con Matt Robinson, un hombre de negocios de Tennessee. La pareja se casó en Malibú el 21 de marzo de 2009.
Su primer hijo, Solomon Dylan Robinson, nació el 31 de diciembre de 2017.

### Influencias
Ella cita a Audrey Hepburn, Debbie Harry y Brigitte Bardot como sus "íconos de celebridades de estilo.".

## Discografía
- Unwritten (2004)
- N.B. (2007)
- Pocketful of Sunshine
- Strip Me / Strip Me Away
- Roll with me (2019)